# AFC Champions League Elite
L' AFC Champions League Elite (abbreviato in ACL Elite), è una competizione calcistica continentale annuale per squadre di club, organizzata dalla Asian Football Confederation (AFC) e disputata dalle squadre di calcio delle massime divisioni asiatiche. È la competizione per club più prestigiosa del calcio asiatico, giocata dai campioni della leghe nazionali (e, per alcune nazioni, da uno o più secondi classificati) delle rispettive federazioni nazionali.
Introdotta nel 1967 come Asian Champion Club Tournament, la competizione è stata rinominata AFC Champions League nel 2002 in seguito alla fusione di tre precedenti competizioni, la Coppa delle Coppe dell'Asia e il Campionato Asiatico per club e la Supercoppa d'Asia, mantenendo questa denominazione fino al 2024, quando ha assunto l'attuale denominazione.
Un totale di 24 club competono nella fase a campionato della competizione, divisi nelle regioni Est e Ovest (12 squadre ciascuna). Il vincitore dell'AFC Champions League Elite si qualifica per la Coppa Intercontinentale FIFA e la Coppa del mondo per club FIFA, oltre ad ottenere la qualificazione anche per la successiva edizione della fase di campionato dell'AFC Champions League Elite, se non si è già qualificato grazie al rendimento nazionale.
Il club di maggior successo nella competizione è l'Al-Hilal, con un totale di quattro titoli conquistati. L'Al-Ahli è la squadra campione dell'ultima edizione, avendo battuto il Kawasaki Frontale nella finale del 2025.

## Storia

### Asian Champion Club Tournament (1967-1972)
La Asian Football Confederation (AFC) discusse per la prima volta del lancio di un torneo per i campioni delle nazioni AFC in una riunione tenutasi il 21 aprile 1963, con il suo segretario Lee Wai Tong che annunciò l'intenzione dell'AFC di organizzare una competizione simile alla Coppa dei Campioni. La prima edizione di questa nuova competizione ebbe iniziò nel 1967 con il nome di Asian Champion Club Tournament e nei suoi primi anni ebbe una varietà di formati diversi, con il torneo inaugurale organizzato con un formato a eliminazione diretta, mentre le tre edizioni successive furono disputate con la formula della fase a gironi susseguita dalla fase ad eliminazione diretta.
Le squadre israeliane dominarono le prime annate della competizione: l'Hapoel Tel Aviv si aggiudicò la prima edizione del 1967, mentre il Maccabi Tel Aviv si aggiudicherà le edizioni 1969 e 1971; questo predominio però era stato in parte causato anche dal rifiuto di diversi club arabi di giocare proprio contro le squadra israeliane:
- Nel 1970, il club libanese dell'Homenetmen Beirut si rifiutò di affrontare l'Hapoel Tel Aviv nella sfida valevole per la semifinale, che fu di conseguenze cancellata con l'Hapoel che avanzò in finale.
- Nel 1971, la squadra irachena dell'Al-Shorta si rifiutò di affrontare il Maccabi Tel Aviv in tre occasioni: nel turno preliminare (che fu ridisegnato), nella fase a gironi e infine nella finale per il titolo, che fu assegnato a tavolino al Maccabi che si aggiudicò il suo secondo trofeo in tre anni. Durante la cerimonia di premiazione del Maccabi, i giocatori dell'Al-Shorta sventolavano la bandiera palestinese in campo; l'AFC e la federazione calcistica tailandese decisero di organizzare una partita amichevole tra il Maccabi e una squadra del Combined Bangkok al posto della finale. I media iracheni considerarono l'Al-Shorta il vincitore del torneo, con la squadra che ha tenuto una parata su un autobus scoperto a Baghdad.

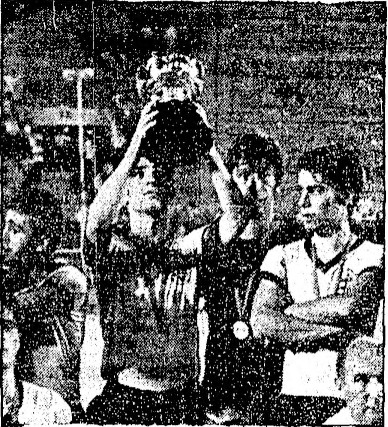
I giocatori del Maccabi Tel Aviv con il trofeo vinto nell'edizione 1969

Dopo gli avvenimenti delle edizioni 1970 e 1971, l'AFC cercò lo stesso di organizzare l'edizione 1972: sette club provenienti da sette paesi dovevano competere nel torneo, che si sarebbe tenuto a Teheran, in Iran, nell'aprile 1972. I sette club furono divisi in due gruppi, con i vincitori dei gironi e i secondi classificati che avanzavano alle semifinali.
Tuttavia, prima dell'inizio del torneo, gli Hong Kong Rangers sono stati costretti a ritirarsi con breve preavviso a causa di problemi logistici e finanziari, mentre il club kuwaitiano dell'Al-Qadsia e il club libanese del Racing Club Beirut si rifiutato di impegnarsi a giocare contro il club israeliano del Maccabi Netanya per motivi politici, se la situazione si presentasse.
Per evitare che si ripetesse quanto accaduto nelle due edizioni precedenti, l'AFC decise quindi di escludere sia l'Al-Qadsia che il Racing Beirut. Rimasero quindi solo quattro squadre partecipanti (due per girone): di conseguenza, la Federcalcio iraniana non ritenne fattibile investire la propria quota di denaro e risorse necessarie per il torneo, a causa delle probabili pesanti perdite finanziarie. Il 2 aprile 1972, l'AFC informò le restanti quattro squadre che la competizione era stata rinviata e alla fine fu annullata.
Dopo le complicazioni avvenute nelle edizioni svolte dopo il 1970 l'AFC decise alla fine di sospendere la competizione, che verrà ripresa solo dopo 14 anni, mentre Israele fu espulso dalla Confederazione Asiatica nel 1974.

### Asian Club Championship (1985-2002)
Il principale torneo asiatico per club fece il suo ritorno nel 1985 con la nuova denominazione di Asian Club Championship. La nuova competizione partì in modo modesto, con solo 6 squadre che presero parte alla fase finale dell'edizione inaugurale e una struttura basata su incontri diretti ad eliminazione. Il torneo nacque per offrire alle squadre vincitrici dei rispettivi campionati nazionali un’opportunità di confronto internazionale, in un’epoca in cui le squadre asiatiche erano poco conosciute e con un livello tecnico molto vario.
Il Daewoo Royals della Corea del Sud vinse la prima edizione nella stagione 1985-1986, segnando l'inizio di una supremazia di squadre dell'Asia orientale che caratterizzò i primi anni del torneo. Negli anni seguenti, la Corea del Sud ed il Giappone continuarono a dominare, grazie a club ben organizzati e tecnicamente superiori, ma nei primi anni novanta si assistette alle prime vittorie di club dell'Asia occidentale come l'Al-Hilal (Arabia Saudita) e l'Esteghlal (Iran), che contribuirono a creare un interesse crescente per il torneo, anche se ancora limitato a pochi paesi.
Nel decennio successivo, l’Asian Club Championship crebbe in popolarità e partecipazione. Il calcio asiatico stava acquisendo una propria identità, e con esso il torneo aumentò di prestigio e importanza, allargando il numero di squadre partecipanti e migliorando il livello complessivo di gioco. Tra il 1990 e il 2000, il torneo adottò un sistema di qualificazione più strutturato, suddividendo le squadre in regioni per agevolare la logistica e rendere la competizione più avvincente. Le nazioni con campionati già consolidati, come la Corea del Sud e il Giappone, iniziarono a mandare i loro migliori club, e si assistette a una rivalità crescente tra Asia orientale e occidentale.
Nel 1990, l'AFC introdusse anche una nuova competizione, la Coppa delle Coppe dell'AFC, un torneo per le vincitrici delle coppe nazionali di ciascuna nazione AFC, mentre la stagione 1995 vide l'introduzione della Supercoppa d'Asia, con le vincitrici del Campionato per club asiatico e della Coppa delle Coppe che si affrontano per il trofeo.
Nel 2000, il torneo toccò un punto critico: la qualità del calcio asiatico era cresciuta e i club più competitivi cominciavano a richiedere maggiori incentivi per partecipare. Il crescente divario tra le squadre dei principali paesi (Corea del Sud, Giappone, Arabia Saudita, Iran) e quelli emergenti evidenziava la necessità di una competizione che integrasse un numero maggiore di club e che fosse gestita in modo più professionale.

Il logo usato dal 2002 al 2024

Gli ultimi anni della competizione, dal 2000 al 2002, furono quindi caratterizzati da un aumento di squadre e dalla volontà dell’AFC di creare una competizione più simile alla UEFA Champions League . Il torneo del 2002 fu l'ultimo Asian Club Championship, vinto dal club sudcoreano Suwon Samsung Bluewings. Questo segnò la fine di un'era e l'inizio della AFC Champions League nel 2002-2003, una competizione completamente rinnovata che non solo ampliò il numero delle squadre partecipanti, ma integrò anche premi economici più elevati e un formato pensato per accrescere la visibilità del calcio asiatico a livello globale.

### AFC Champions League (2002-2024)
La stagione 2002-2003 ha visto le tre competizioni per club asiatiche esistenti all'epoca (l'Asian Club Championship, la Coppa delle Coppe asiatica e la Supercoppa asiatica), unirsi per diventare la AFC Champions League, nata sul modello della UEFA Champions League. Quarantacinque tra squadre di club campioni delle varie leghe e coppe nazionali ottennero l'accesso per i playoff, al termine dei quali 8 squadre ottennero l'accesso alla fase a gironi, insieme con i migliori otto club dell'Asia orientale e gli otto migliori club dell'Asia occidentale. Il primo club vincitore della nuova AFC Champions League è stata la squadra degli Emirati Arabi Uniti dell'Al-Ain, che ha battuto nella doppia finale, la squadra della Thailandia del BEC Tero Sasana per 2-1 complessivamente.
Nella seconda edizione della competizione, la stagione 2004, hanno partecipato 29 club provenienti da quattordici paesi e il programma del torneo è stato modificato, con l'adizione di un calendario che prevedeva l'apertura della competizione a marzo e la sua conclusione nel mese di novembre. Nella fase a gironi, i 28 club sono stati divisi in sette gironi da quattro su base regionale, separando i club dell'Asia orientale e dell'Asia occidentale per ridurre i costi di viaggio, e i gironi si sono giocati in casa e in trasferta. Le sette vincitrici dei gironi insieme ai campioni in carica ottenevano l'accesso ai quarti di finale. I quarti di finale, le semifinali e la finale si giocavano secondo un formato a doppia gara, con gol in trasferta, tempi supplementari e rigori usati come spareggio.
La stagione 2005 ha visto l'adesione dei club siriani alla competizione, portando così a 15 il numero dei paesi partecipanti, e due anni dopo, in seguito al loro trasferimento nell'AFC nel 2006, sono stati inclusi nel torneo anche i club australiani. Tuttavia, molti club criticavano i bassi premi in denaro dell'epoca in confronto ai costosi costi di viaggio per affrontare le varie trasferte. 

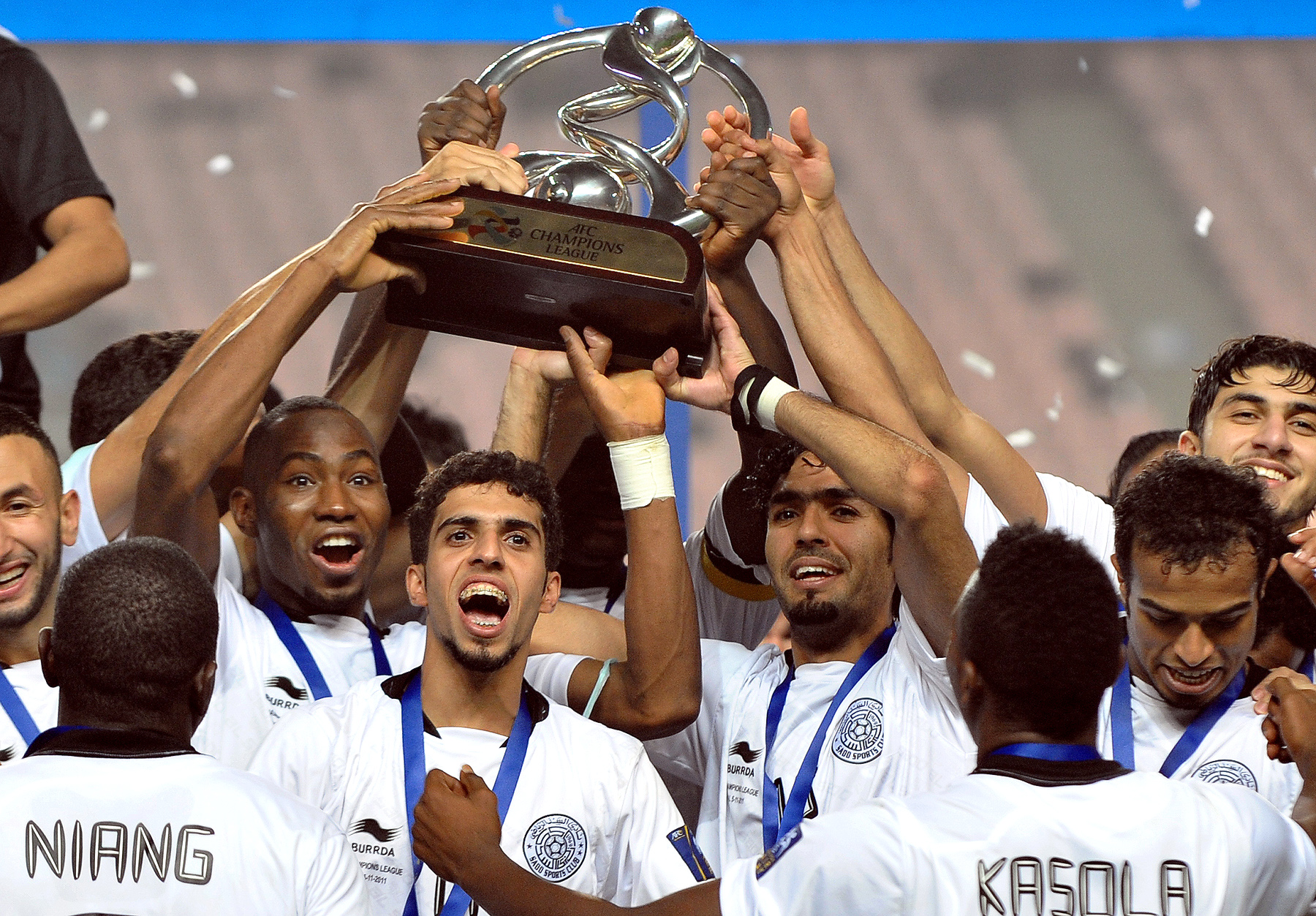
l'Al Sadd, mentre celebra la vittoria dell'AFC Champions League 2011

La AFC Champions League venne ampliata a 32 club a partire dall'edizione 2009 con l'ingresso diretto alla fase a gironi per i club nei primi dieci campionati asiatici. Ogni paese ha ricevuto fino a 4 posti per i propri club, anche il numero di squadre qualificabili da una nazione non può essere più di un terzo del numero di squadre presenti nella massima divisione di quel paese, arrotondato per difetto, a seconda della forza del proprio campionato, della struttura del campionato professionistico, della commerciabilità, dello stato finanziario e di altri fattori e criteri stabiliti dal Comitato AFC Pro-League. I criteri di valutazione e la classifica delle associazioni partecipanti vengono rivisti dall'AFC ogni due anni.
Il vecchio formato prevedeva che le otto vincitrici dei gironi e le otto seconde classificate si qualificassero agli ottavi di finale, in cui le vincitrici dei gironi affrontavano le seconde classificate in una doppia sfida di andata e ritorno, abbinate a livello regionale (Est vs Est, Ovest vs Ovest), con gol in trasferta, tempi supplementari e rigori utilizzati in caso di pareggi nel complessivo. La restrizione regionale continuava fino alla finale, anche se i club dello stesso paese non possono affrontarsi fino ai quarti di finale a meno che quel paese non abbia tre o più rappresentanti nei quarti di finale. Dal 2013, la finale si svolge anche con una gara di andata ed una di ritorno.
Dall'edizione 2021, la fase a gironi è stata ampliata da 32 a 40 squadre, con entrambe le regioni occidentale e orientale, che prevedevano cinque gironi da quattro squadre. L'assegnazione degli slot per le prime sei federazioni affiliate in ciascuna regione è rimasta invariata. Le 10 vincitrici dei gironi e le prime 3 seconde classificate per regione ottenevano la qualificazione per gli ottavi di finale, con le partite ancora abbinate a livello regionale fino alla finale.

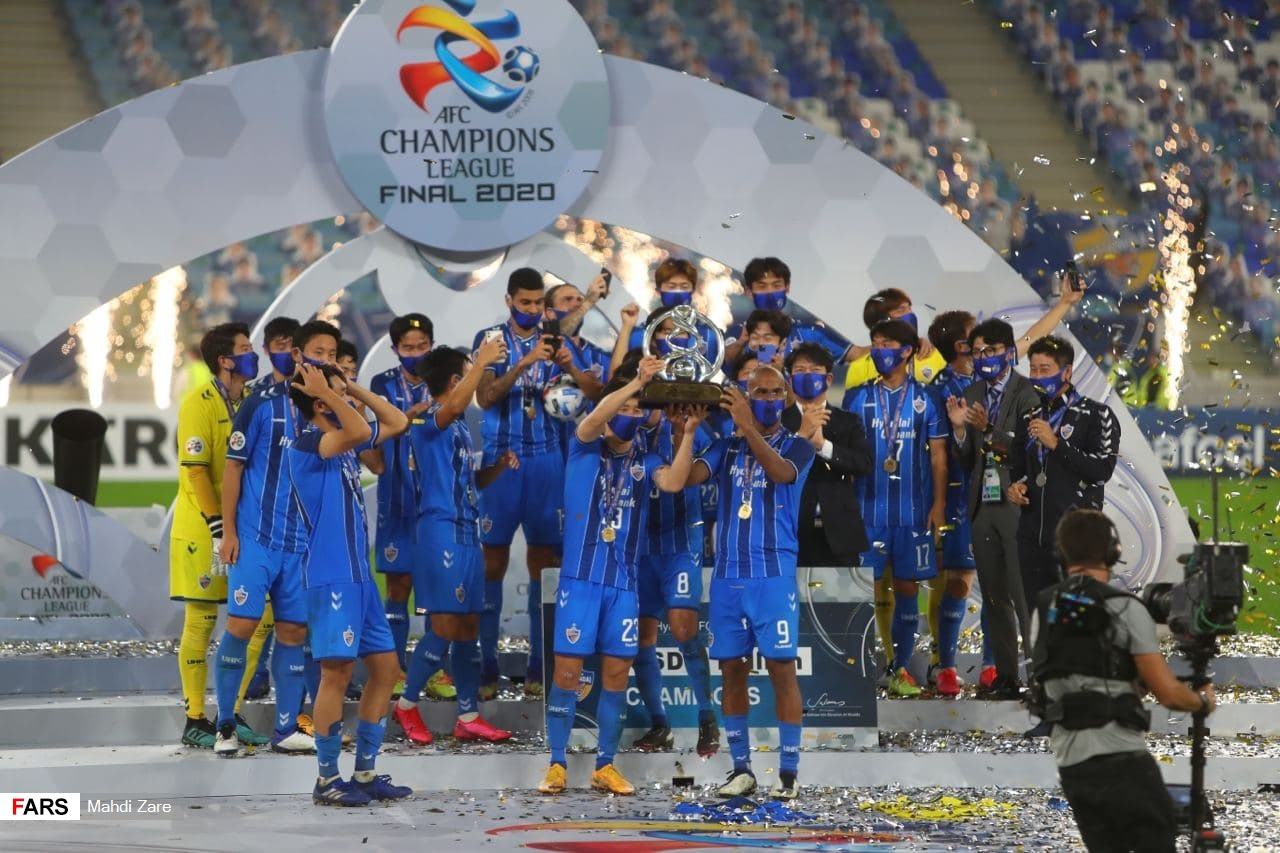
Ulsan Hyundai mentre celebra la sua seconda vittoria nella AFC Champions league al termine dell'edizione 2020

Il 25 febbraio 2022, è stato annunciato che la AFC Champions League sarebbe tornata a un programma interannuale (dall'autunno alla primavera) a partire dalla stagione 2023-2024. Inoltre, la regola esistente del "3+1" per i giocatori stranieri durante le partite (3 giocatori stranieri e 1 straniero asiatico) è stata estesa a "5+1" (5 giocatori stranieri e 1 straniero asiatico).

### AFC Champions League Elite (2024-)
Il 23 dicembre 2022, l'AFC ha annunciato che la struttura delle competizioni asiatiche per club sarebbe stata sottoposta a una revisione, con la massima competizione per club ridotta da 40 squadre nella fase principale a 24 squadre, divise nelle regioni Est e Ovest (12 squadre ciascuna), con ciascuna squadra nelle regioni Est e Ovest che affrontano altre otto squadre della loro regione (quattro squadre in casa e quattro squadre in trasferta). Le migliori otto squadre di ciascuna regione ottengono la qualificazione alla fase a eliminazione diretta, dove solo gli ottavi di finale si giocherebbero su due gare, con tutte le partite dai quarti di finale in poi giocate in formato gara unica in una sede centralizzata.
Il 14 agosto 2023 è stato confermato che il nuovo formato sarebbe entrato in vigore a partire dalla stagione 2024-2025, con il nome della competizione che sarebbe cambiato in AFC Champions League Elite. L'AFC ha anche confermato che i record e le statistiche della AFC Champions League verranno trasferiti all'ACL Elite. Nel dicembre 2023, all'Arabia Saudita è stato assegnato il compito di ospitate la fase finale delle prime due stagioni della nuova competizione.

## Formato

Mappa dei paesi AFC di cui i club hanno raggiunto la fase a gironi della AFC Champions League (dall'edizione 2002-03)
Paese membro dell'AFC che è stato rappresentato nella fase a gironi
Paese membro dell'AFC che non è stato rappresentato nella fase a gironi

Paese membro dell'AFC che è stato rappresentato nella fase a gironi
     Paese membro dell'AFC che non è stato rappresentato nella fase a gironi

### Qualificazione
A partire dall'edizione 2024-25 del torneo, l'AFC Champions League Elite utilizza un formato che prevede una fase a campionato di 24 squadre, preceduto da partite di qualificazione per le squadre che non ricevono l'accesso diretto alla competizione vera e propria. Anche le squadre sono divise in zone Est e Ovest.
Il numero di squadre che ciascuna federazione iscrive alla AFC Champions League Elite viene determinato annualmente attraverso criteri stabiliti dal Comitato Competizioni AFC. I criteri, che sono una versione modificata del Coefficiente UEFA, misurano aspetti come la commerciabilità e gli stadi per determinare il numero specifico di posti per i club che un'associazione riceve. Quanto più alta è la classifica di un'associazione determinata dai criteri, tanto più squadre rappresenteranno l'associazione nella competizione.

### Competizione
Il torneo vero e proprio inizia con una fase a campionato a cui partecipano 24 squadre, divise in due leghe (Est e Ovest), con ciascuna squadra che gioca contro otto avversari della propria lega (quattro partite in casa e quattro in trasferta).
Le migliori otto squadre di ogni campionato avanzano agli ottavi di finale. In questa fase, ogni club affronta un altro club della sua regione in un doppio confronto, andata e ritorno, per decidere quali otto club accederanno a un torneo finale centralizzato. Se il punteggio complessivo delle due partite risulta pari dopo 180 minuti, le squadre giocheranno i tempi supplementari. Se la parità persiste anche dopo i tempi supplementari, la vittoria viene decisa ai calci di rigore.
I quarti di finale, le semifinali e le finali prevedono tutti accoppiamenti interregionali e si giocano in un formato a gara unica in sede centralizzata.

## Premi in denaro

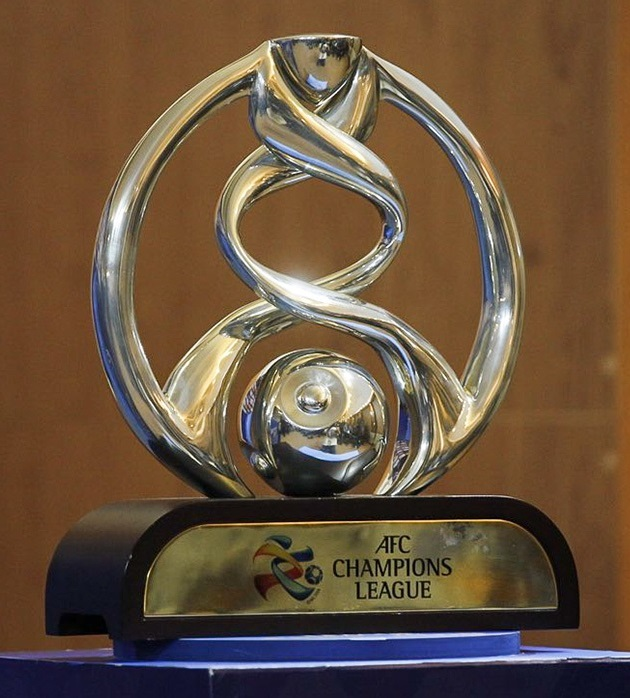
Il trofeo assegnato dall'edizione 2002-2003 all'edizione 2023-2024

A partire dalla stagione 2024-2025, la distribuzione di premi in denaro è la seguente:
| Turno                  | Squadre | Premio      | Premio        |
| Turno                  | Squadre | Per squadra | Totale        |
| ---------------------- | ------- | ----------- | ------------- |
| Finale (campione)      | 1       | $10 milioni | $10 milioni   |
| Finale (secondo posto) | 1       | $4 milioni  | $4 milioni    |
| Semifinali             | 4       | $600,000    | $2.4 milioni  |
| Quarti di finale       | 8       | $400,000    | $3.2 milioni  |
| Ottavi di finale       | 16      | $200,000    | $3.2 milioni  |
| Fase a campionato      | 24      | $800,000    | $19.2 milioni |
| Totale                 | 24      | $42 milioni | $42 milioni   |

## Marketing

### Sponsor
L'AFC Champions League Elite è sponsorizzata da un gruppo di multinazionali, a differenza dello sponsor principale unico tipico dei campionati nazionali di massimo livello.
Official Global Partners
- Neom[19]
- Qatar Airways[20][21]
- Visit Saudi

Official Global Supporters
- Konami[22]
- Molten[23]
- Tecno Mobile[24]

### Videogame
L'attuale titolare della licenza, all'interno del mondo dei videogame, per l'AFC Champions League Elite è Konami con la competizione presente all'interno della serie eFootball. La licenza comprende anche le squadre concorrenti.

## Albo d'oro
| Anno                           | Vincitore                      | Risultato                      | Secondo posto                  |
| Asian Champion Club Tournament | Asian Champion Club Tournament | Asian Champion Club Tournament | Asian Champion Club Tournament |
| ------------------------------ | ------------------------------ | ------------------------------ | ------------------------------ |
| 1967                           | Hapoel Tel Aviv                | 2 - 1                          | Selangor                       |
| 1969                           | Maccabi Tel Aviv               | 1 - 0                          | Yangzee                        |
| 1970                           | Taj                            | 2 - 1                          | Hapoel Tel Aviv                |
| 1971                           | Maccabi Tel Aviv               | 3 - 0                          | Al-Shorta                      |
| 1972                           | Cancellata                     | Cancellata                     | Cancellata                     |
| Asian Club Championship        |                                |                                |                                |
| 1985-1986                      | Daewoo Royals                  | 3 - 1                          | Al-Ahli                        |
| 1986-1987                      | Furukawa Electric              | Formato a Girone               | Al-Hilal                       |
| 1987-1988                      | Yomiuri                        | Non disputata                  | Al-Hilal                       |
| 1988-1989                      | Al-Sadd                        | 2 - 3 / 1 - 0 3-3 (gfc)        | Al-Rasheed                     |
| 1989-1990                      | Liaoning                       | 2 - 1 / 1 - 1 3-2              | Nissan Motors                  |
| 1990-1991                      | Esteghlal                      | 2 - 1                          | Liaoning                       |
| 1991-1992                      | Al-Hilal                       | 1 - 1 (4-3 dtr)                | Esteghlal                      |
| 1992-1993                      | PAS Teheran                    | 1 - 0                          | Al-Shabab                      |
| 1993-1994                      | Thai Farmers Bank              | 2 - 1                          | Oman Club                      |
| 1994-1995                      | Thai Farmers Bank              | 1 - 0                          | Al-Arabi                       |
| 1995                           | Ilhwa Chunma                   | 1 - 0                          | Al-Nassr                       |
| 1996-1997                      | Pohang Steelers                | 2 - 1                          | Ilhwa Chunma                   |
| 1997-1998                      | Pohang Steelers                | 0 - 0 (6-5 dtr)                | Dalian Shide                   |
| 1998-1999                      | Júbilo Iwata                   | 2 - 1                          | Esteghlal                      |
| 1999-2000                      | Al-Hilal                       | 3 - 2                          | Júbilo Iwata                   |
| 2000-2001                      | Suwon Bluewings                | 2 - 1                          | Júbilo Iwata                   |
| 2001-2002                      | Suwon Bluewings                | 0 - 0 (4-2 dtr)                | Anyang LG Cheetahs             |
| AFC Champions League           |                                |                                |                                |
| 2002-2003                      | Al-Ain                         | 2 - 0 / 0 - 1 2-1              | BEC Tero Sasana                |
| 2004                           | Al-Ittihad                     | 5 - 0 / 1 - 3 6-3              | Ilhwa Chunma                   |
| 2005                           | Al-Ittihad                     | 1 - 1 / 4 - 2 5-3              | Al-Ain                         |
| 2006                           | Jeonbuk Hyundai                | 2 - 0 / 1 - 2 3-2              | Al-Karamah                     |
| 2007                           | Urawa Reds                     | 1 - 1 / 2 - 0 3-1              | Sepahan                        |
| 2008                           | Gamba Osaka                    | 3 - 0 / 2 - 0 5-0              | Adelaide Utd                   |
| 2009                           | Pohang Steelers                | 2 - 1                          | Al-Ittihad                     |
| 2010                           | Ilhwa Chunma                   | 2 - 1                          | Zob Ahan                       |
| 2011                           | Al-Sadd                        | 2 - 2 (4-2 dtr)                | Jeonbuk Hyundai                |
| 2012                           | Ulsan HD                       | 3 - 0                          | Al-Ahli                        |
| 2013                           | Guangzhou E.                   | 2 - 2 / 1 - 1 3-3 (gfc)        | Seoul                          |
| 2014                           | Western Sydney                 | 1 - 0 / 0 - 0 1-0              | Al-Hilal                       |
| 2015                           | Guangzhou E.                   | 0 - 0 / 1 - 0 1-0              | Al-Ahli Dubai                  |
| 2016                           | Jeonbuk Hyundai                | 2 - 1 / 1 - 1 3-2              | Al-Ain                         |
| 2017                           | Urawa Reds                     | 1 - 1 / 1 - 0 2-1              | Al-Hilal                       |
| 2018                           | Kashima Antlers                | 2 - 0 / 0 - 0 2-0              | Persepolis                     |
| 2019                           | Al-Hilal                       | 1 - 0 / 2 - 0 3-0              | Urawa Reds                     |
| 2020                           | Ulsan HD                       | 2 - 0                          | Persepolis                     |
| 2021                           | Al-Hilal                       | 2 - 0                          | Pohang Steelers                |
| 2022                           | Urawa Reds (3)                 | 1 - 1 / 1 - 0 2-1              | Al-Hilal                       |
| 2023-2024                      | Al-Ain                         | 1 - 2 / 5 - 1 6-3              | Yokohama Marinos               |
| AFC Champions League Elite     |                                |                                |                                |
| 2024-2025                      | Al-Ahli                        | 2-0                            | Kawasaki Frontale              |

## Statistiche

### Titoli per nazioni
| Nazione             | Vittorie | Finali | Squadre campioni                                                                                           | Squadre finaliste                                                                  |
| ------------------- | -------- | ------ | --- | ---------------------------------------------------------------------------------- |
| Corea del Sud       | 12       | 7      | Pohang Steelers (3) Ilhwa Chunma (2) Suwon Bluewings (2) Jeonbuk Hyundai(2) Ulsan HD (2) Daewoo Royals (1) | Ilhwa Chunma (2) Seoul F.C. (2) Jeonbuk Hyundai(1) Yangzee (1) Pohang Steelers (1) |
| Giappone            | 8        | 6      | Urawa Reds (3) Furukawa Electric (1) Yomiuri (1) Gamba Osaka (1) Júbilo Iwata (1) Kashima Antlers (1)      | Júbilo Iwata (2) Yokohama Marinos (2) Urawa Reds (1) Kawasaki Frontale (1)         |
| Arabia Saudita      | 7        | 10     | Al-Hilal (4) Al-Ittihad (2) Al-Ahli (1)                                                                    | Al-Hilal (5) Al-Ahli (2) Al-Ittihad (1) Al-Nassr (1) Al-Shabab (1)                 |
| Iran                | 3        | 6      | Esteghlal (2) PAS Teheran (1)                                                                              | Esteghlal (2) Persepolis (2) Sepahan (1) Zob Ahan (1)                              |
| Cina                | 3        | 2      | Guangzhou E. (2) Liaoning (1)                                                                              | Liaoning (1) Dalian Shide (1)                                                      |
| Israele             | 3        | 1      | Maccabi Tel Aviv (2) Hapoel Tel Aviv (1)                                                                   | Hapoel Tel Aviv (1)                                                                |
| Emirati Arabi Uniti | 2        | 3      | Al-Ain (2)                                                                                                 | Al-Ain (2) Al-Ahli Dubai (1)                                                       |
| Qatar               | 2        | 1      | Al-Sadd (2)                                                                                                | Al-Arabi (1)                                                                       |
| Thailandia          | 2        | 1      | Thai Farmers Bank (2)                                                                                      | Police Tero (1)                                                                    |
| Australia           | 1        | 1      | Western Sydney (1)                                                                                         | Adelaide Utd (1)                                                                   |
| Iraq                | 0        | 2      | - | Al-Shorta (1) Al-Rasheed (1)                                                       |
| Malaysia            | 0        | 1      | - | Selangor (1)                                                                       |
| Oman                | 0        | 1      | - | Oman Club (1)                                                                      |
| Siria               | 0        | 1      | - | Al-Karamah (1)                                                                     |

## Premi individuali

### Miglior giocatore
| Anno    | Giocatore        | Squadra                  | Nota          |
| ------- | ---------------- | ------------------------ | ------------- |
| 1996-97 | An Ik-soo        | Pohang Steelers          | [ 31 ]        |
| 1997-98 | Ahmad Al-Dokhi   | Al Hilal                 | [ 32 ]        |
| 1998-99 | Seydou Traoré    | Al-Ain                   | [ 33 ]        |
| 1999-00 | Sérgio Ricardo   | Al Hilal                 | [ 34 ]        |
| 2000-01 | Zoltan Sabo      | Suwon Samsung Bluewings  | [ 35 ]        |
| 2001-02 | Non Assegnato    | Non Assegnato            | Non Assegnato |
| 2002-03 | Therdsak Chaiman | BEC Tero Sasana          | [ 36 ]        |
| 2004    | Redha Tukar      | Al-Ittihad               | [ 37 ]        |
| 2005    | Mohammed Noor    | Al-Ittihad               | [ 38 ]        |
| 2006    | Choi Jin-cheul   | Jeonbuk Hyundai Motors   | [ 39 ]        |
| 2007    | Yuichiro Nagai   | Urawa Red Diamonds       |               |
| 2008    | Yasuhito Endō    | Gamba Osaka              |               |
| 2009    | No Byung-jun     | Pohang Steelers          | [ 40 ]        |
| 2010    | Sasa Ognenovski  | Seongnam Ilhwa Chunma    | [ 41 ]        |
| 2011    | Lee Dong-gook    | Jeonbuk Hyundai Motors   | [ 42 ]        |
| 2012    | Lee Keun-ho      | Ulsan Hyundai            | [ 43 ]        |
| 2013    | Muriqui          | Guangzhou Evergrande     | [ 44 ]        |
| 2014    | Ante Covic       | Western Sydney Wanderers | [ 45 ]        |
| 2015    | Ricardo Goulart  | Guangzhou Evergrande     | [ 46 ]        |
| 2016    | Omar Abdulrahman | Al-Ain                   | [ 47 ]        |
| 2017    | Yōsuke Kashiwagi | Urawa Red Diamonds       | [ 48 ]        |
| 2018    | Yuma Suzuki      | Kashima Antlers          | [ 49 ]        |
| 2019    | Bafétimbi Gomis  | Al-Hilal                 | [ 50 ]        |
| 2020    | Yoon Bit-garam   | Ulsan Hyundai            | [ 51 ]        |
| 2021    | Salem Al-Dawsari | Al-Hilal                 | [ 52 ]        |
| 2022    | Hiroki Sakai     | Urawa Red Diamonds       | [ 53 ]        |
| 2023-24 | Soufiane Rahimi  | Al Ain                   | [ 54 ]        |
| 2024-25 | Roberto Firmino  | Al Ahli                  | [ 55 ]        |

### Capocannoniere
| Anno    | Giocatore            | Squadra                 | Goal |
| ------- | -------------------- | ----------------------- | ---- |
| 2002-03 | Hao Haidong          | Dalian Shide            | 9    |
| 2004    | Kim Do-hoon          | Seongnam Ilhwa Chunma   | 9    |
| 2005    | Mohamed Kallon       | Al-Ittihad              | 6    |
| 2006    | Magno Alves          | Gamba Osaka             | 8    |
| 2007    | Mota                 | Seongnam Ilhwa Chunma   | 7    |
| 2008    | Nantawat Tansopa     | Krung Thai Bank         | 9    |
| 2009    | Leandro              | Gamba Osaka             | 10   |
| 2010    | José Mota            | Suwon Samsung Bluewings | 9    |
| 2011    | Lee Dong-gook        | Jeonbuk Hyundai Motors  | 9    |
| 2012    | Ricardo Oliveira     | Al-Jazira               | 12   |
| 2013    | Muriqui              | Guangzhou Evergrande    | 13   |
| 2014    | Asamoah Gyan         | Al-Ain                  | 12   |
| 2015    | Ricardo Goulart      | Guangzhou Evergrande    | 8    |
| 2016    | Adriano              | FC Seoul                | 13   |
| 2017    | Omar Kharbin         | Al-Hilal                | 10   |
| 2018    | Baghdad Bounedjah    | Al-Sadd                 | 13   |
| 2019    | Bafétimbi Gomis      | Al-Hilal                | 11   |
| 2020    | Abderrazak Hamdallah | Al-Nassr                | 7    |
| 2021    | Michael Olunga       | Al-Duhail               | 9    |
| 2022    | Edmilson Junior      | Al-Duhail               | 8    |
| 2023-24 | Soufiane Rahimi      | Al Ain                  | 13   |
| 2024-25 | Salem Al-Dawsari     | Al-Ahli                 | 10   |